# Letov Š-33
Bei dem Flugzeug Letov Š-33 handelt es sich um einen einmotorigen, zwei- bis dreisitzigen Hochdecker, der als Bomber ausgelegt wurde. Der Typ wurde in den Letov-Werken in Letnany bei Prag in der Tschechoslowakei entwickelt. Der Erstflug der Maschine im Jahre 1930 statt. Die Maschine schaffte es jedoch kaum vom Boden weg und prallte wieder zurück, wobei sie beschädigt wurde. Nachdem sie repariert und umgebaut worden war, erfolgte ein zweiter Versuch, bei dem die Maschine nur einige hundert Meter steigen konnte. Erst im November 1930 erreichte die Maschine bei einem weiteren Flugversuch ihre Höchstgeschwindigkeit. Die Arbeiten an dem Flugzeug sollen erst 1932 abgebrochen worden sein. Die Konstruktion führte Alois Šmolík aus.
Die Maschine ist wahrscheinlich aufgrund von Motorenproblemen nicht fertiggestellt worden. Stattdessen wurde eine Letov Š-16 mit dem vorgesehenen Motor ausgerüstet und für Rekordflüge benutzt.

## Technische Daten
| Kenngröße             | Daten                                                           |
| --------------------- | --------------------------------------------------------------- |
| Besatzung             | 3                                                               |
| Länge                 | ? m                                                             |
| Spannweite            | 21,70 m                                                         |
| Höhe                  | ? m                                                             |
| Flügelfläche          | ? m²                                                            |
| Leermasse             | ? kg                                                            |
| max. Startmasse       | 4400 kg                                                         |
| Reisegeschwindigkeit  | 225 km/h                                                        |
| Höchstgeschwindigkeit | 270 km/h                                                        |
| Dienstgipfelhöhe      | ? m                                                             |
| Reichweite            | 472 km                                                          |
| Triebwerke            | 1 × 9-Zylinder-W-Motor Praga (Isotta Fraschini) Asso mit 588 kW |
| Bewaffnung            | 3 Maschinengewehre bis zu 800 kg Bomben                         |